# Тараненко Валентин Григорович
Валентин Григорович Тараненко (нар. 29 серпня 1938, Ворошиловград — пом. 1996) — український графік; член Спілки радянських художників України.

## Біографія
Народився 29 серпня 1938 року в місті Ворошиловграді (тепер Луганськ, Україна). 1960 року закінчив Харківський художній інститут (викладачі: Григорій Бондаренко, Василь Мироненко). Член КПРС.
Жив у місті Луганську, в будинку на вулиці 14-й лінії, № 16, квартира № 7. Помер у 1996 році.

## Творчість
Працював в галузі станкової графіки. Серед робіт графічні серії:
- «На Ворошиловградському тепловозобудівному заводі» (1960);
- «По Радянській Естонії» (1965);
- «У Ворошиловградському аеропорту» (1966).

Брав участь у всеукраїнських виставках з 1960 року.
Твори художника представлені в багатьох державних і приватних колекціях в Україні та за кордоном, зокрема в Луганському художньому музеї.